# Immortal (wrestling)
 For alternative betydninger, se Immortal. (Se også artikler, som begynder med Immortal)
Immortal er en gruppe wrestlere i Total Nonstop Action Wrestling (TNA), der bliver ledet af Hulk Hogan og Eric Bischoff. Heel-gruppen består desuden også af Abyss, Jeff Hardy og Jeff Jarrett. Gruppen har fået navn efter Hogans øgenavn, "The Immortal", som han har haft siden 1980'erne. 
Immortal blev dannet ved TNA's Bound for Glory i 2010, hvor Jeff Hardy med hjælp fra Hogan og Bischoff vandt TNA World Heavyweight Championship. Aftenen efter indgik gruppen en alliance med en anden heel-gruppe i TNA, Fourtune, der bliver ledet af Ric Flair. 
| Sport | Spire Denne artikel om sport er en spire som bør udbygges. Du er velkommen til at hjælpe Wikipedia ved at udvide den. |